# Monte-Iberia-Fröschchen

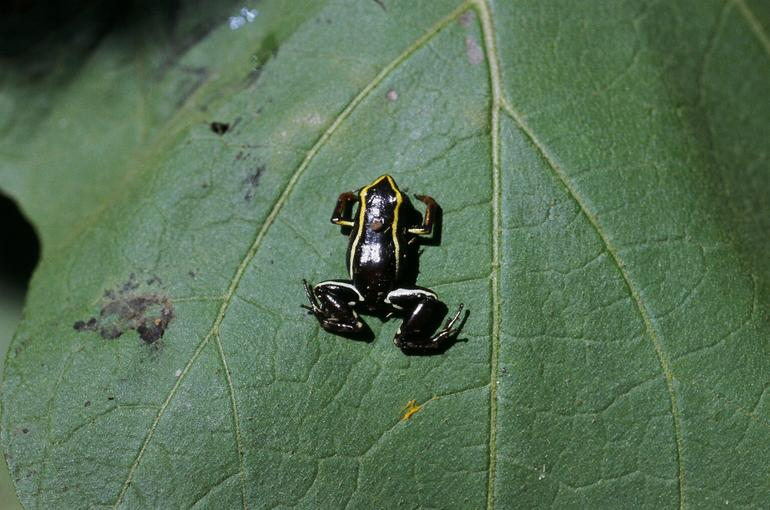
Monte-Iberia-Fröschchen mit typischer Zeichnung

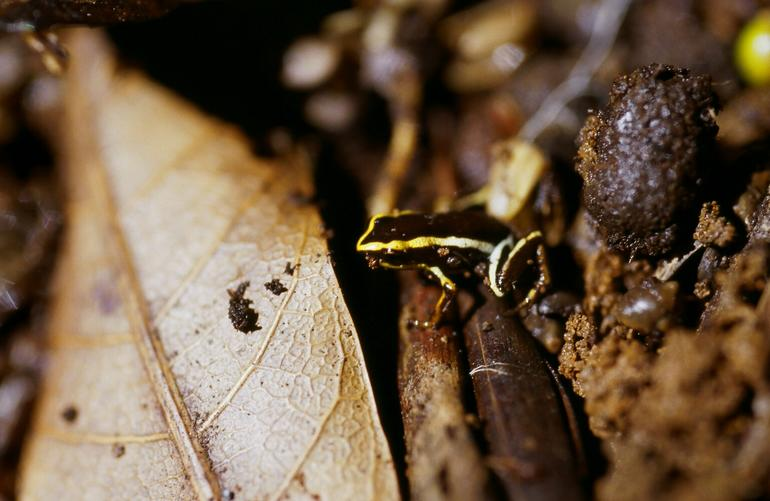
In seinem natürlichen Lebensraum

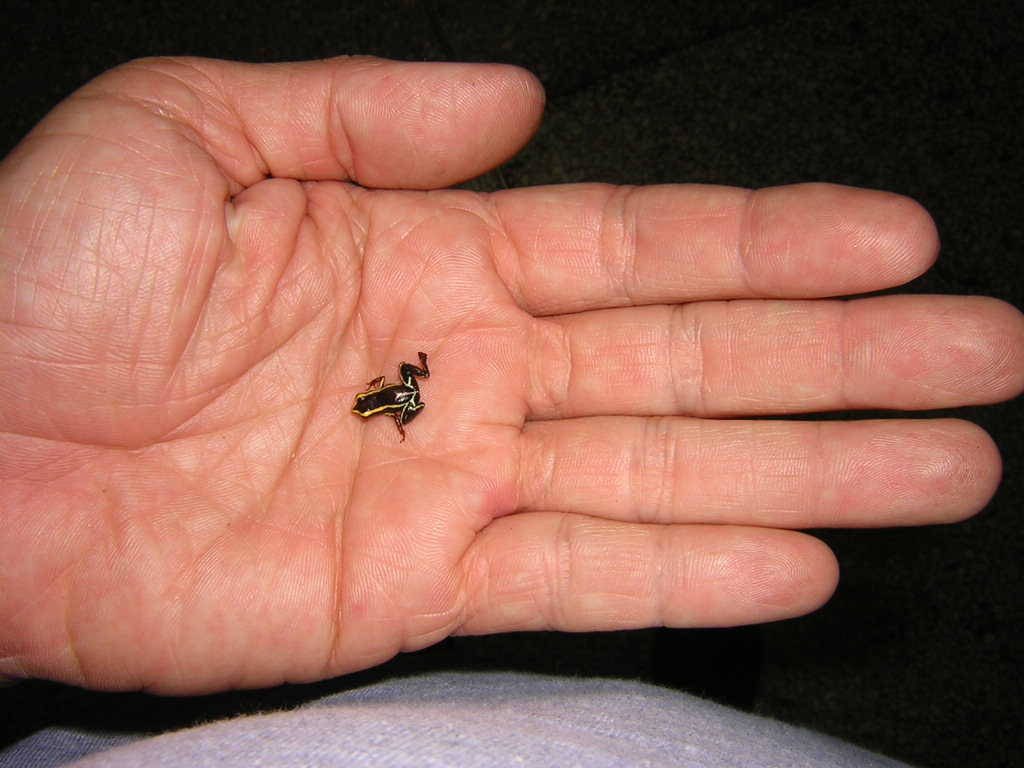
Zum Größenvergleich auf menschlicher Hand

Das Monte-Iberia-Fröschchen (Eleutherodactylus iberia) ist ein zur Gattung der Antillen-Pfeiffrösche (Eleutherodactylus) gehörender Froschlurch. Er lebt endemisch in einem eng begrenzten Regenwaldgebiet auf der Karibikinsel Kuba.
Mit rund einem Zentimeter Körperlänge galt das Monte-Iberia-Fröschchen seit seiner Entdeckung neben der brasilianischen Sattelkröte Brachycephalus didactylus lange Zeit als kleinste bekannte Amphibie weltweit und zugleich als eines der kleinsten Landwirbeltiere (Tetrapoda) der Erde. Ende 2011 und Anfang 2012 wurden mehrere noch kleinere Arten der Gattung Paedophryne aus der Familie der Engmaulfrösche beschrieben, darunter Paedophryne amauensis mit nur 7 Millimetern Kopf-Rumpf-Länge.

## Merkmale
Dieser kubanische Zwergfrosch erreicht ausgewachsen eine Kopf-Rumpf-Länge von ca. zehn Millimetern – Männchen bleiben wohl etwas darunter, während Weibchen bis zu 10,5 mm lang werden. Ihre Haut ist oberseits leicht runzlig und weist keine dorsolateralen Drüsenleisten auf. Der Kopf ist ebenso lang wie breit und auch in etwa so breit wie der Rumpf. Das Trommelfell, dicht hinter den mit waagerechten Pupillen ausgestatteten Augen, ist bei den Männchen rundlich und größer ist als bei den Weibchen, deren Trommelfell zudem höher als breit ist. Darüber befindet sich eine wenig auffällige Hautfalte. Die Finger- und Zehenenden sind abgerundet und sehr dünn. Eine vomerine Bezahnung ist – im Gegensatz zu größeren Vertretern der Gattung – nicht vorhanden.
Die Tiere haben eine dunkelbraune Grundfärbung, die durch eine lebhaft kontrastierende Linienmusterung aufgelockert wird. Dieser Streifen verläuft von oben betrachtet entlang der Körperumrisse von der Schnauzenspitze über die Augen dorsolateral zu den Hinterbeinansätzen. Ebenso findet sich auf den Armen und den Beinen eine solche markante helle Längslinierung. Deren Färbung changiert je nach Körperregion zwischen goldgelb (über den Augenlidern, an den Armen) und weiß (Hinterleib, Beine). Die tief purpurfarbene Bauchseite wird durch eine unregelmäßige weiße Linie von der dunkelbraunen Flankenfärbung getrennt.

## Verbreitung und Lebensraum
Das Monte-Iberia-Fröschchen lebt nur in einem kleinen Regenwaldareal im Osten der Insel Kuba (Provinz Holguín). Der Holotypus-Fundort ist Arroyo Sucio (Anacleto) Arriba am Westhang des Monte Iberia, auf 600 m NN. Ein weiterer beschriebener Fundpunkt liegt in der Nähe von Nibujón auf Meereshöhe. Das Gebiet wird als „Parque Nacional Alejandro de Humboldt“ geschützt.
Die Art lebt in der Streuschicht des Waldes zwischen Falllaub und Wurzelwerk und ernährt sich von kleinen Wirbellosen, vorzugsweise Milben und Ameisen. Sie wurde sowohl tagsüber als auch nachts beobachtet. Das Areal zeichnet sich durch einen hohen Jahresniederschlag von >1600 mm und eine ganzjährig hohe Luftfeuchtigkeit aus.

## Fortpflanzung und Entwicklung
Wie auch für andere zur Miniaturisierung neigende Froschlurcharten charakteristisch, besteht der Paarungsruf der Männchen aus sehr hochfrequenten Lauten – in diesem Fall etwa 5,78 kHz. Ebenso typisch ist es, dass eine direkte Entwicklung innerhalb der an Land deponierten Eier stattfindet, also ohne ein zwischenzeitliches aquatiles Kaulquappenstadium. Die Weibchen des Monte-Iberia-Fröschchens legen anscheinend jeweils nur ein einzelnes Ei ab. Möglicherweise bewachen sie dieses auch.

## Hautgifte
Das Monte-Iberia-Fröschchen kann ebenso wie beispielsweise die Baumsteigerfrösche Hautgifte absondern. Es wurden fettlösliche Alkaloide in der Haut des Frosches gefunden, darunter sechs Pumiliotoxine und zwei Indolizidine. Diese schützen ihn vor Bakterien- und Pilzbefall und gegen Fressfreinde. Die lebhaften Farben der Streifen entlang der Körperumrisse sollen Feinden die Ungenießbarkeit des Fröschchens signalisieren. Das macht es ihm möglich, auch tagsüber auf Nahrungssuche zu gehen. Gesehen zu werden ist in diesem Fall kein Nachteil.
Die Familie der Eleutherodactylidae, zu der das Monte-Iberia-Fröschchen gehört, ist somit eine der fünf verschiedenen Froschfamilien, in denen Hautgifte vorkommen. Die Frösche können aber die Gifte nicht selbst synthetisieren, sondern sie nehmen sie mit der Nahrung auf. Analysen des Mageninhalts des Monte-Iberia-Fröschchens haben gezeigt, dass es sich vorwiegend von Milben ernährt. Bei den untersuchten Exemplaren bildeten die Milben  mehr als 70 Prozent der Nahrung. Ein großer Teil davon gehört zur Gruppe der Hornmilben, von denen einige Arten ein Pumiliotoxin herstellen können, wie es vom Monte-Iberia-Fröschchen über die Haut abgegeben wird.

## Äußere Systematik
Die artenreiche Familie der Südfrösche (Leptodactylidae), zu der die Antillen-Pfeiffrösche (Eleutherodactylus) lange Zeit gerechnet wurden, wird inzwischen aufgrund genetischer Untersuchungen als paraphyletisch aufgefasst und ist demnach in mehrere monophyletische Gruppen aufzuspalten. Eleutherodactylus wird nun – mit ca. 180 statt ehemals über 700 Arten nicht mehr ganz so umfassend wie früher – mit einigen weiteren Gattungen in eine eigene Familie Eleutherodactylidae gestellt. Innerhalb der neu zusammengesetzten Gattung Eleutherodactylus werden zudem mehrere Untergattungen differenziert; das Monte-Iberia-Fröschchen wird zur Untergattung Euhyas gezählt.

## Gefährdung
Eleutherodactylus iberia ist aufgrund seines begrenzten Verbreitungsgebietes auf Kuba empfindlich gegenüber negativen Umweltveränderungen. Trotz des formalen Schutzstatus durch den „Alexander-von-Humboldt-Nationalpark“ ist der Lebensraum durch Entwaldung (Holz- und Landgewinnung) stark gefährdet. Hinzu kommen Abbau von Bodenschätzen wie Chrom und zukünftig möglicherweise Nickel sowie Belastungen durch Umweltgifte wie Pestizide. Das erst im Jahr 1993 entdeckte Monte-Iberia-Fröschchen – mit „der kleinste Frosch der Welt“ – wird von der IUCN daher als "critically endangered" (vom Aussterben bedroht) eingestuft.